# Herz-Jesu-Kirche (Osternienburg)

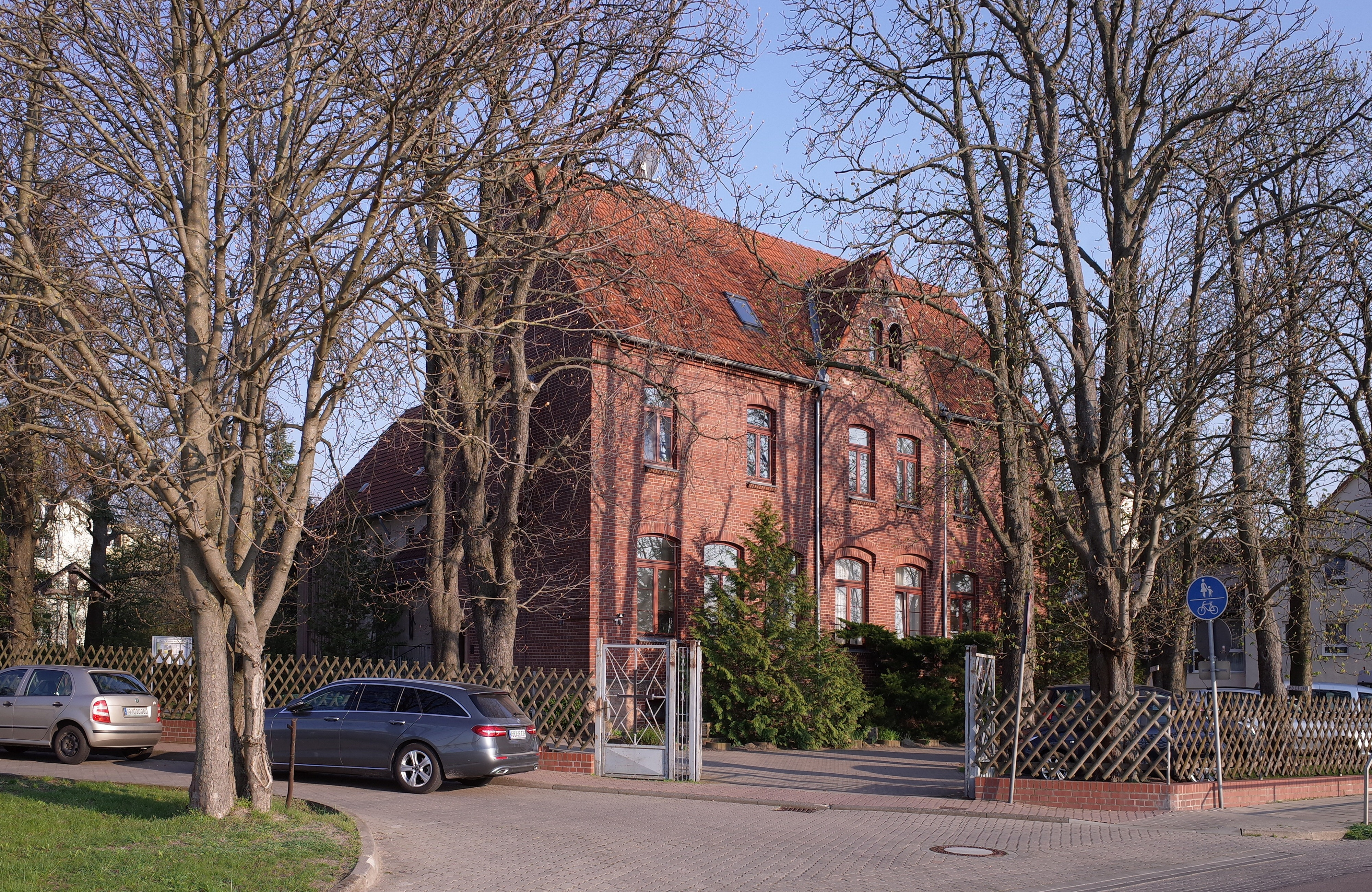
Herz-Jesu-Kirche Osternienburg

Die Herz-Jesu-Kirche ist die römisch-katholische Kirche von Osternienburg in der Einheitsgemeinde Osternienburger Land im Landkreis Anhalt-Bitterfeld in Sachsen-Anhalt. Der Sakralbau steht unter Denkmalschutz, ist aber scheinbar nicht im Denkmalverzeichnis eingetragen. Die nach dem Heiligsten Herz Jesu benannte Kirche gehört zur Pfarrei St. Maria Köthen im Bistum Magdeburg.

## Lage
Die Herz-Jesu-Kirche steht in der Siedlung zwischen dem Dorf Osternienburg und dem Solvay-Werk in der Nähe des mittlerweile abgerissenen Wasserturms, westlich der dritten Schule des Dorfs. Die Kirche steht direkt an der Bundesstraße 187a von Köthen (Anhalt) nach Aken (Elbe) an der Ecke zur Ringstraße auf dem Grundstück Ernst-Thälmann-Straße 31.

## Geschichte und Gestalt
Im seit der Reformation protestantischen Anhalt-Köthen bildeten sich erst mit der Industrialisierung wieder katholische Gemeinden, die im späten 19. und frühen 20. Jahrhundert eigene Kirchen erbauten. Eine solche Kirche findet sich in Osternienburg, wo im Jahr 1898 die Deutsche Solvay-Werke AG eine Anlage zur Chloralkali-Elektrolyse in Betrieb nahmen. Die erste Heilige Messe wurde am 2. Mai 1902 in der Kinderspielschule der Solvay-Werke abgehalten. Zunächst gehörten die Katholiken in Osternienburg zur Pfarrei Köthen.
Anfang 1907 wurde das an der Wilhelmstraße, die später in Ernst-Thälmann-Straße umbenannt wurde, gelegene Baugrundstück durch den Pfarrer von Köthen angekauft. Erbaut wurde im Jahr 1908 ein Pfarrhaus mit einer an die romanischen Westquertürme der Gegend erinnernden Stellung zum Schiff, sowie die eigentliche, östlich daran anschließende Kirche. Dieser geostete Sakralbau erinnert in seiner Bauweise an die Typenentwürfe von Arnold Güldenpfennig, der einen Saalbau mit einem querstehenden Pfarr- und Schulhaus vorsah. Die Herz-Jesu-Kirche besitzt keinen abgesonderten Chor und auch keinen Kirchturm. Das war aber nicht immer so, denn ursprünglich besaß die Kirche einen runden Turm an der Nordostecke. Die Grundsteinlegung fand am 9. Juni 1907 statt, die Benediktion folgte am 5. Juli 1908 durch Heinrich Haehling von Lanzenauer, der damals Dechant von Dessau war. Von 1908 an wurden in Osternienburg auch katholische Kirchenbücher geführt.
Schmuckelemente finden sich eher an der Fassade des Pfarrhauses, das unter anderem einen angedeuteten Risalit mit Rundbogenfenstern im Giebel sowie einen Fachwerk-Erker besitzt. Der sechsachsige Bau verbirgt die Kirche regelrecht hinter sich. Er besaß früher an der Westfassade einen Portal-Vorbau in der zweiten Achse von Norden, wie eine historische Ansicht zeigt. Schon damals besaß das Pfarrhaus aber auch den noch erhaltenen Eingang an der Nordseite. Im Gegensatz zu den neuromanischen Andeutungen des Pfarrhauses präsentiert sich der Kirchbau als neugotisch.
Nach der Liturgiereform des Zweiten Vatikanischen Konzils wurde die Kirche von November 1967 bis Mai 1971 umgebaut. Der erste Gottesdienst erfolgte danach am 23. Mai 1971, die Neuweihe am 11. Juni 1973 durch Weihbischof Johannes Braun. Im Jahr 2008 feierte man neben dem 100. Weihejubiläum auch das 60-jährige Jubiläum der Erhebung zur Pfarrkirche.
Die Erhebung der am 9. Juni 1908 gegründeten Kirchengemeinde Osternienburg von der Pfarrvikarie zur Pfarrei war am 1. November 1948 erfolgt, damals gehörten 23 Ortschaften zur Pfarrei. Durch die Flucht und Vertreibung Deutscher aus Mittel- und Osteuropa 1945–1950 waren mehr als 3000 Umsiedler hergekommen. Im Jahr 1983 gehörten noch 1210 Katholiken in 19 Ortschaften zur Pfarrei.
Am 15. Dezember 2007 wurde der Gemeindeverbund Köthen-Görzig-Osternienburg errichtet, dem die Pfarrei Osternienburg angeschlossen wurde. Zum Gemeindeverbund gehörten neben der Herz-Jesu-Kirche in Osternienburg auch die Heilig-Geist-Kirche in Görzig und die Kirchen St. Anna und St. Marien in Köthen sowie die Kapelle in Edderitz. Damals gehörten zur Pfarrei Osternienburg nur noch rund 250 Katholiken. Im Jahr 2010 entstand aus dem Gemeindeverbund die heutige Pfarrei St. Maria Köthen. Heute ist die Herz-Jesu-Kirche für zwölf Dörfer in den Einheitsgemeinden Osternienburger Land und Südliches Anhalt sowie in der Stadt Köthen zuständig.

## Ausstattung
Da es sich um eine Neugründung handelte, ist die Ausstattung zunächst der Bauzeit zuzuordnen. Dazu gehörten früher auch ein Herz-Jesu-Altar und ein Muttergottesbildnis. In den Fenstern des nicht erhaltenen Chors befanden sich Farbverglasungen mit Darstellungen der heiligen Barbara und der heiligen Elisabeth. Später kamen ein Taufstein und ein Osterkerzenhalter hinzu. Bis Mai 1973 wurde auch die Innenausstattung erneuert.